# Force & Styles
Force & Styles bylo britské producentské a DJské duo, které tvořili DJ Force (Paul Hobbs) a Darren Styles (Darren Mew). V devadesátých letech společně napsali a vyprodukovali mnoho happy hardcorových písní, jako například Heart of Gold. Ta dosáhla 55. pozice v UK Singles Chart v červenci 1998. Mnoho ze svých nahrávek vydali ve svých vlastních vydavatelstvích, UK Dance Records a UK Dance Extreme, a vzniklo také mnoho cover verzí od trancových a housových hudebníků jako jsou Flip & Fill a Ultrabeat.

## Diskografie

### Studiová alba
- 1996 - All Over The UK
- 1998 - Simply Electric
- 2000 - Heart of Gold

### Singly
- 1996 - Paradise & Dreams
- 1998 - Heart of Gold